# Museu de Arte Profissional Miniatura Henryk Jan Dominiak em Tychy
O Museu de Arte Profissional Miniatura Henryk Jan Dominiak em Tychy (em polonês/polaco:  Muzeum Miniaturowej Sztuki Profesjonalnej Henryk Jan Dominiak w Tychach), é um museu de Arte Moderna em Tychy, na voivodia da Silésia é sul da Polónia — um dos menores museus do mundo. O Ministério da Cultura e Patrimônio Nacional (Polônia) supervisiona os museu e programas.

## Atividade e Coleção

### As atividades
Situado desde 16 de abril de 2013, na uma rua da Żwakowska 8/66 cidade de Tychy, no piso térreo de um arranha-céu residencial. É um museu que enquadrando-se na sua missão preservar, documentar e investigar, reúne e representa património, assim como promover atividades de dinamização cultural. Henryk Jan Dominiak, fundador e diretor que é responsável por gerenciar esse O Museu em Tychy, para a tarefa de procurar e selecionar as obras que deveriam ser para coleção, se responsabilizou por encontrar doadores e potenciais mecenas. O processo de aquisição de obras ocorre principalmente entre desde 2013 até à contemporaneidade. Da época estreia do museu à atualidade tenham-se registrado muitas doações espontâneas. A instituição possui total 970 as peças da coleção.

### A base legal para a existência O Museu
O museu opera principalmente com base a Lei de 21 de novembro de 1996 sobre museus (Dz. U. z 2012 r. poz. 987). Então com base a Lei de 23 de julho de 2003 sobre a proteção e cuidado de monumentos (Dz. U. Nr 162, poz. 1568, z późn. zm.) e os regulamentos acordados com O Ministro da Cultura e Patrimônio Nacional.

### O espaço Exposições
É um centro compreende uma extensa coleção de arte profissional miniatura (polonesa, ucraniana, húngara, sueca, brasileira). A coleção é composta por
pinturas artísticas, desenhos, gráficos offset (artístico), esculturas e objetos de olaria. O museu também abriga coleções de Arte aplicada e um departamento de armas brancas.

### Colaboração com outros museus e instituições
O Museu de modo a promover o pinturas, o desenho manual, o gráficos e o esculturas empresta obras outros museus e instituições e tornar a coleção acessível para investigação.

### A Apresentação dos miniaturas

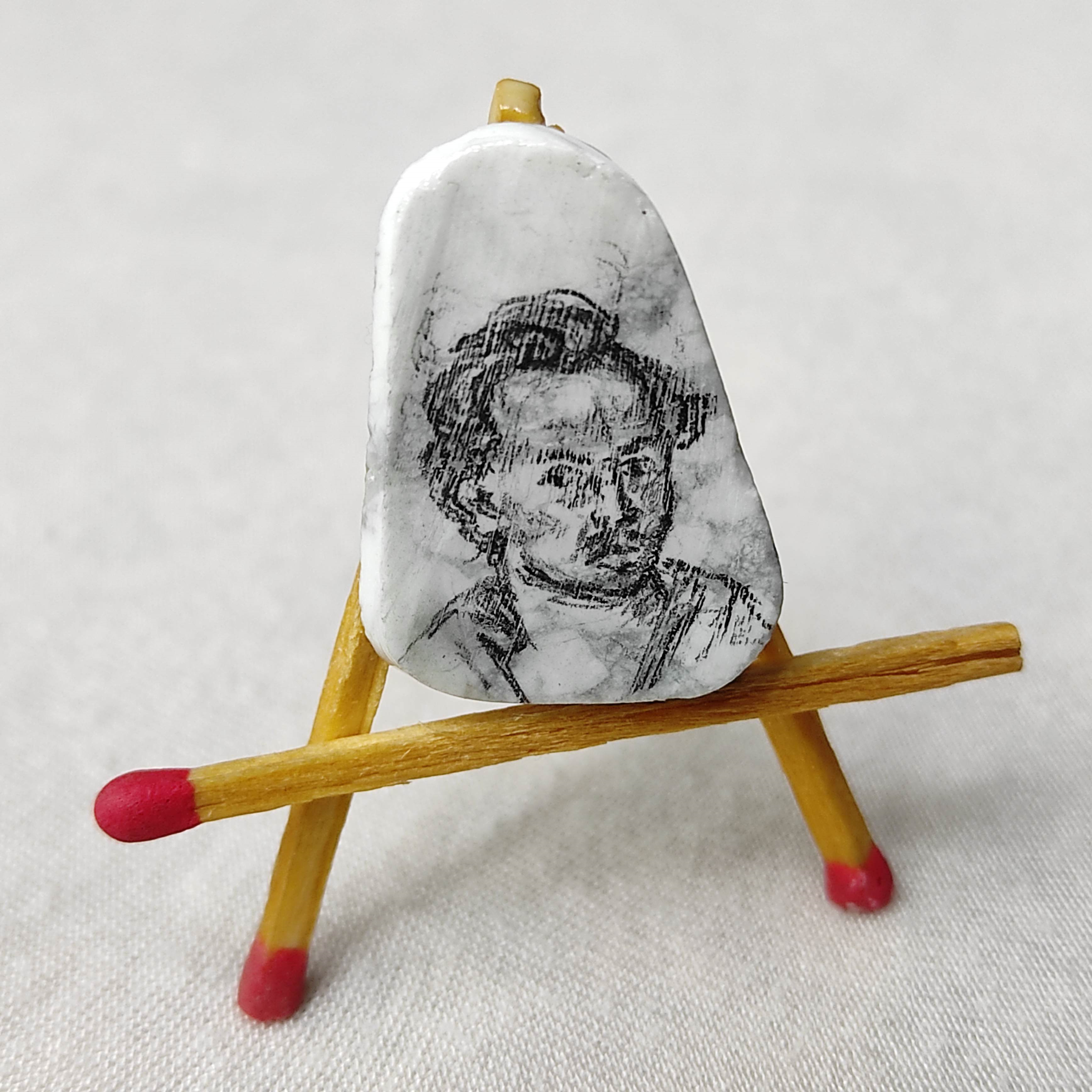
Cavaletes feitos de o palito de fósforo
Juliusz Słowacki
dimensões de 19 mm x 27 mm

Presentes aqui tem trabalhos estes da artísticos, que transmite uma ideia ou uma expressão sensível ou reflete a intenção de um artista — eles variam em tamanho de alguns milímetros a vários centímetros. O estilo de apresentação miniaturas, já sendo tradição de quase 10,5 anos estes são, os cavaletes, qual são usados para exibir acabadas uma coleção de miniatura (uma pinturas, de desenhos e designs, o gráficos e de fotografia) em uma posição vertical em relação ao assistir pessoas. Cavaletes são feitos normal de o palito de fósforo, que pouco mudaram ao longo dos anos desde 2013. As espécies o palito de fósforo diferem na apenas cor enxofre. As cores da enxofre variam do o vermelho e marrom (português brasileiro) ou castanho (português europeu) ao o azul.

## Colecções de Miniatura

### Pinturas
A colecção permanente do museu inclui de obras de arte originais de artistas de uma extensa coleção de miniatura polonesa, e uma coleção de miniatura estrangeira, estão expostas em um museu aberto ao público para visitas, por exemplo:

#### O Milagre no Vístula
O Milagre no Vístula - dimensões de 44 mm x 22 mm - um dos menores imagens de batalha artísticas do mundo.

O Milagre no Vístula
dimensões de 44 mm x 22 mm

É um trabalho de pintor, polonesa artísticas Anna Januszewicz-Pitlok, dentro de parâmetros fixos e de valor universal. Refere-se a batalha perto de Varsóvia, que foi uma batalha decisiva entre as forças polonesas comandadas por Józef Piłsudski e União Soviética - Batalha de Varsóvia (1920).
É um pintura a tinta acrílica sobre o mineral Zoisite. É a representação de um Marechal Józef Piłsudski em sua égua favorita, Kasztanka ("Castanha"), atacaram e desorganizando a ofensiva inimiga e obrigando as forças russas a retirarem-se leste.
Foi pintado em 2021 não tradicionalmente com pincel. Aplicação de pigmentos pintura indicam o uso de instrumentos manuais de rígidos fixados na extremidade de um cabo próprio, como uma agulha de costura, comumente usado para usada para costura à mão, e de bordado.

### Desenhos

#### Via Sacra Ciclo
Via Crúcis - Ciclo 14 Estações. São baseadas nas tradicionais 14 estações da Via Sacra, Wojtek Łuka um pintor polaco, famoso por retratar personalidades e eventos históricos, se apresentam as cenas da Paixão de Cristo tinta preta sobre papel dimensões de 15 mm x 15 mm.
Estes são quatorze dos menores desenhos artísticas do mundo, conectado com trajeto que foi percorrido por Jesus carregando a cruz, desde o Pretório de Pôncio Pilatos até ao Monte Calvário, onde faleceu.

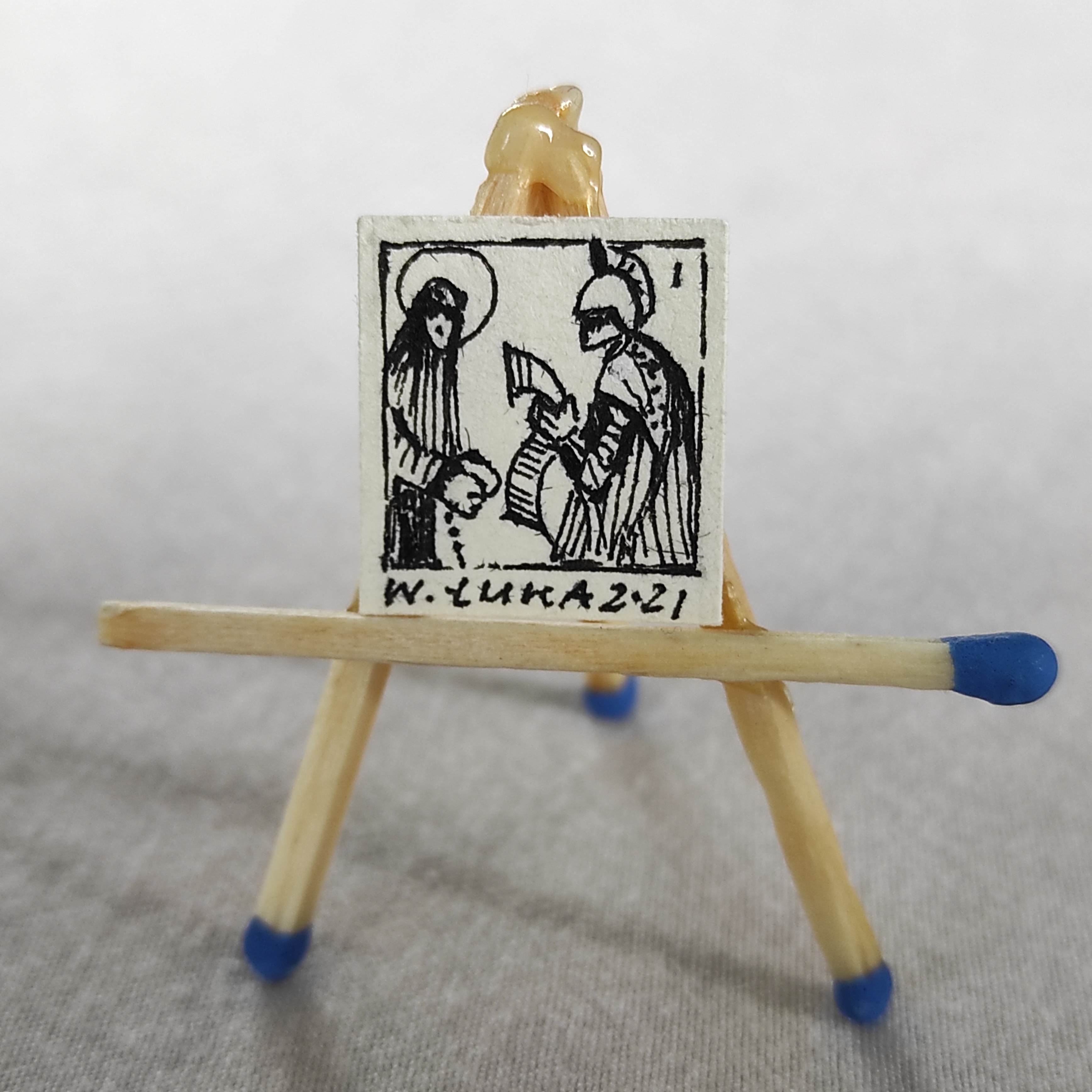
Via Crúcis I Jesus é condenado à morte
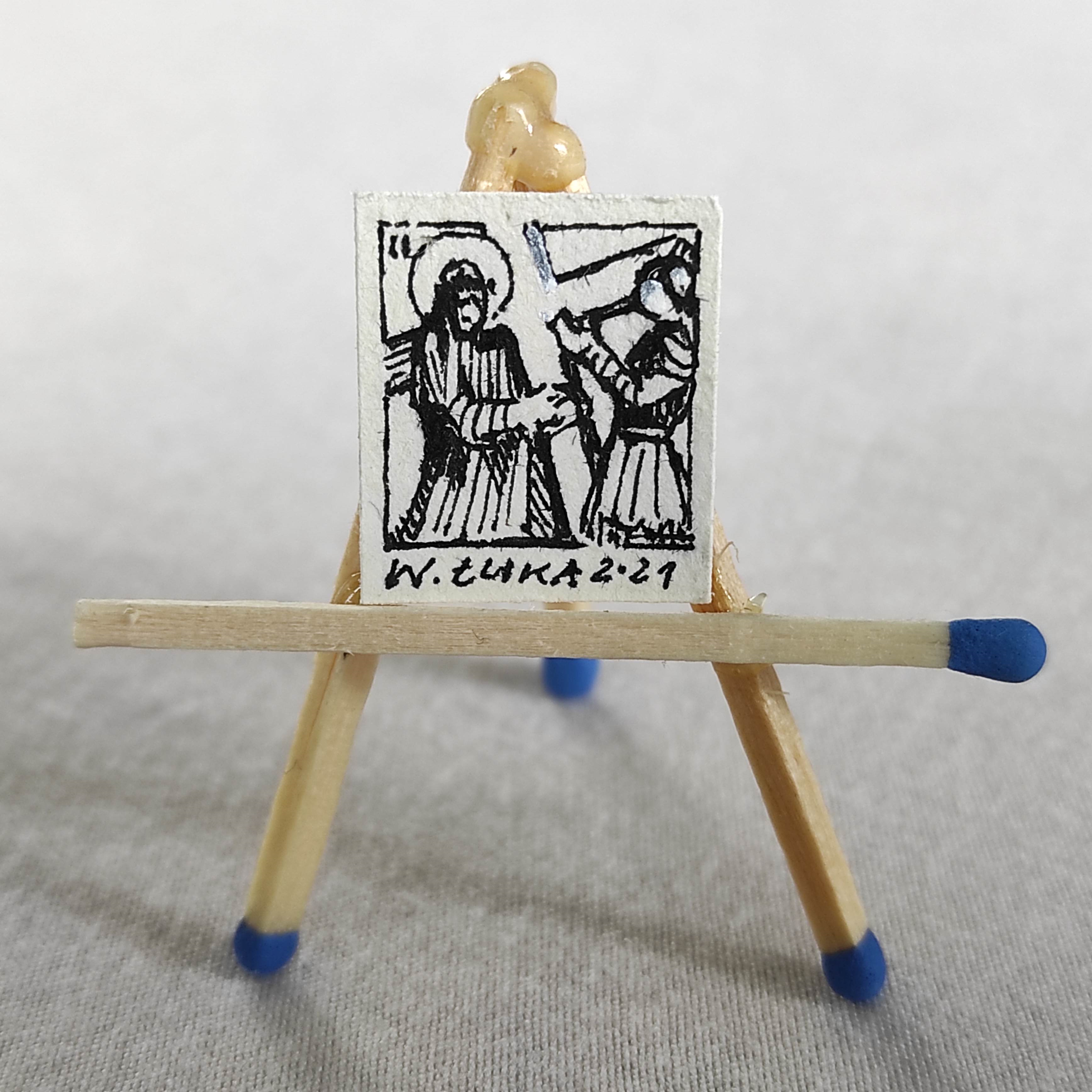
Via Crúcis II Jesus carrega a cruz às costas
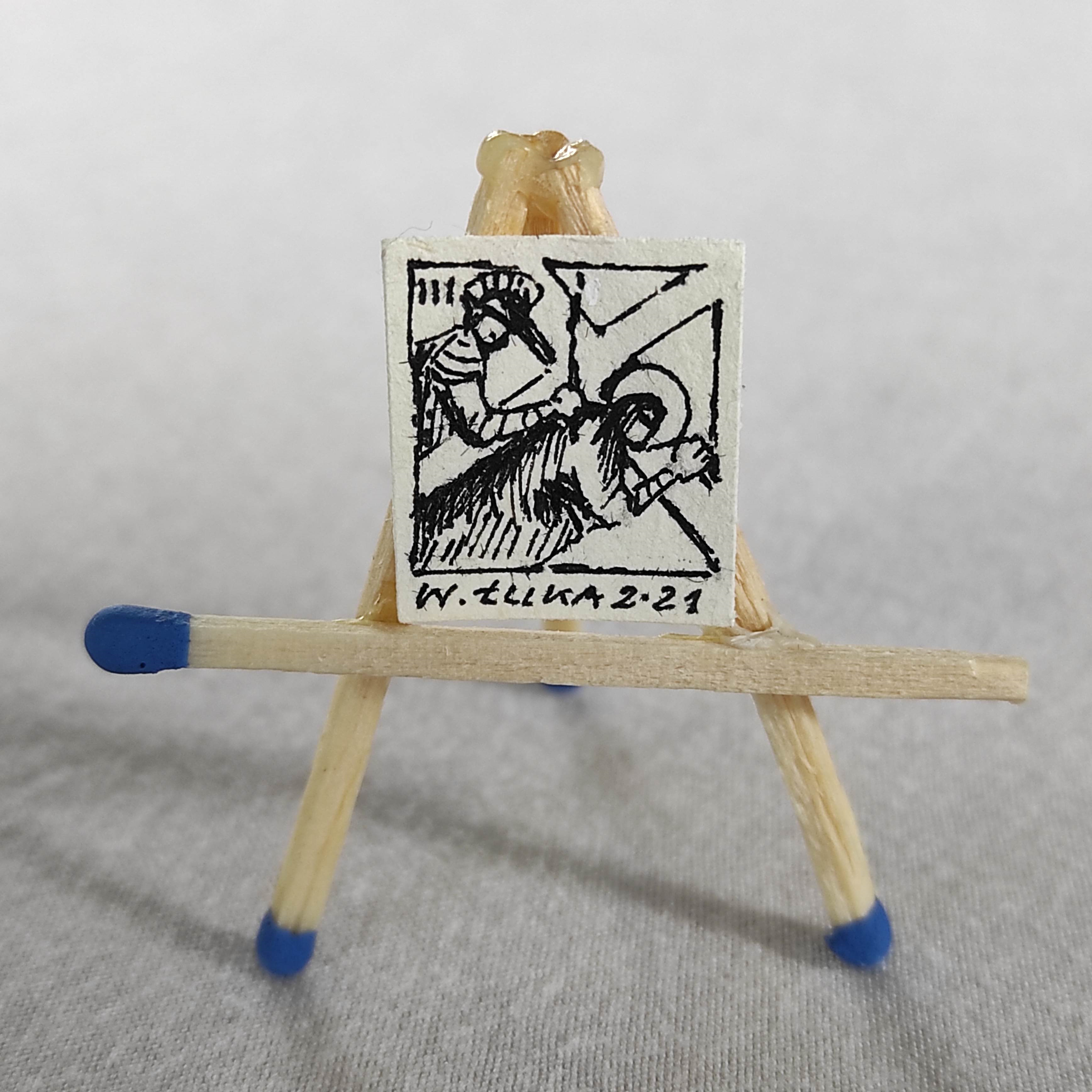
Via Crúcis III Jesus cai pela primeira vez
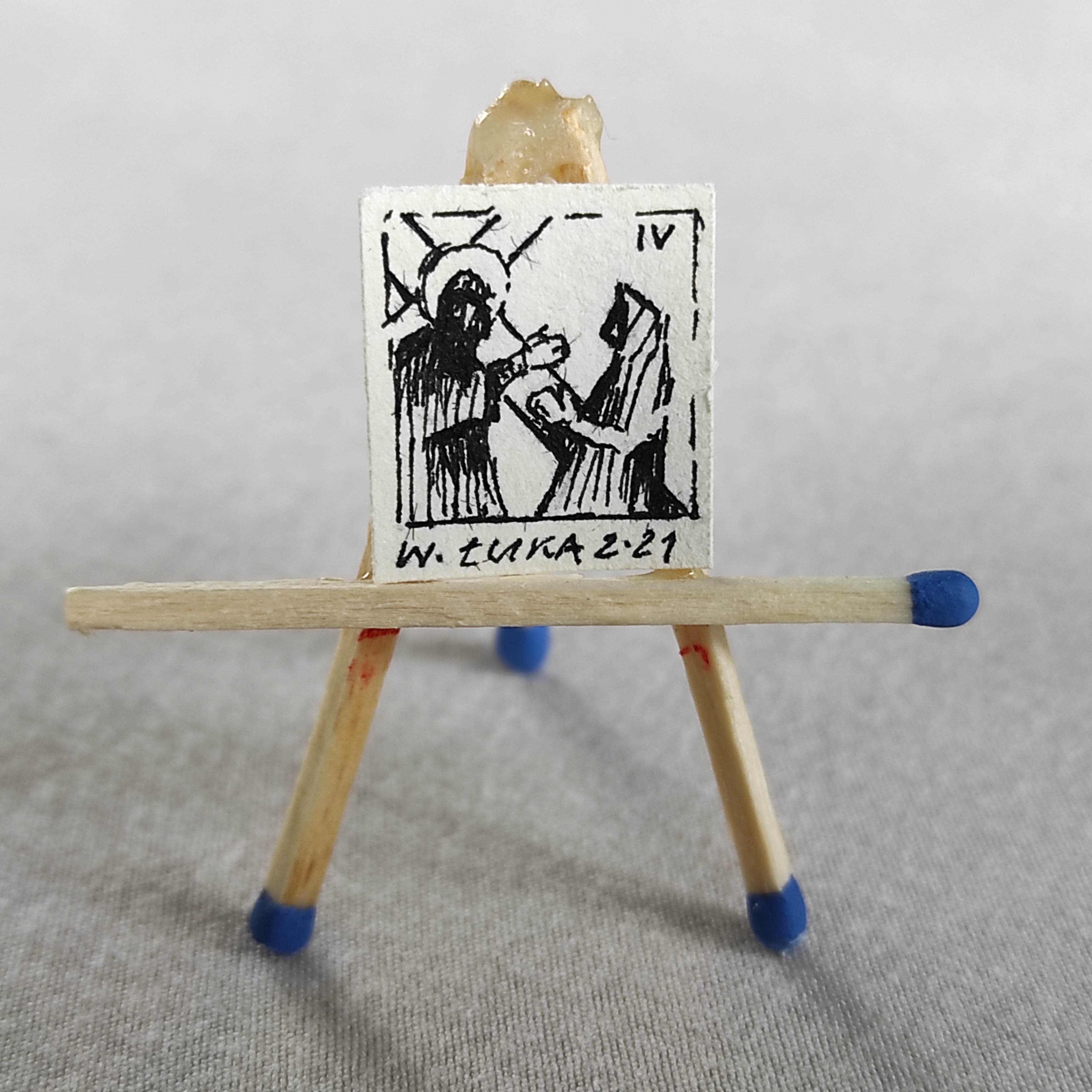
Via Crúcis IV Jesus encontra a Sua Mãe
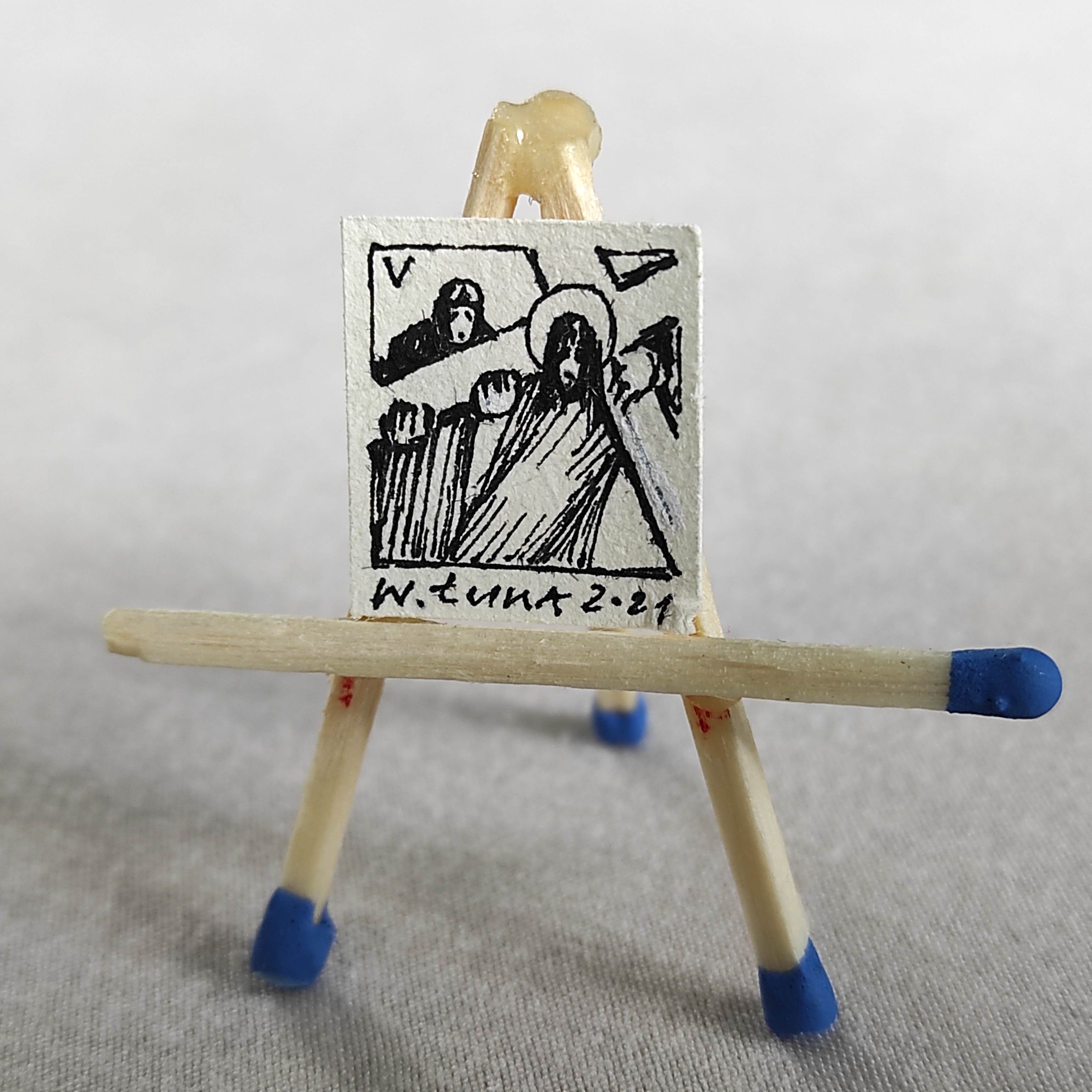
Via Crúcis V Simão de Cirene ajuda Jesus
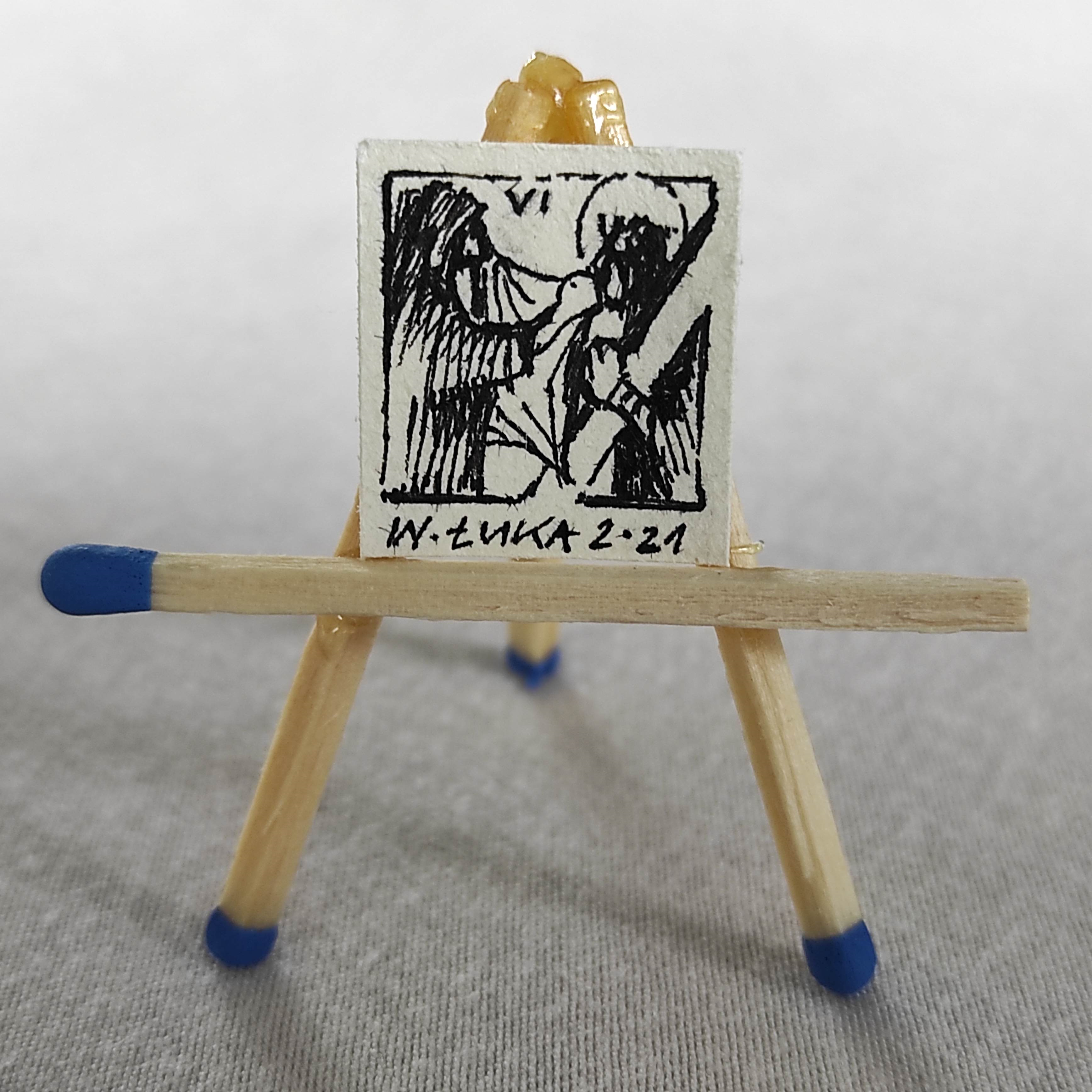
Via Crúcis VI Verónica limpa a face de Jesus
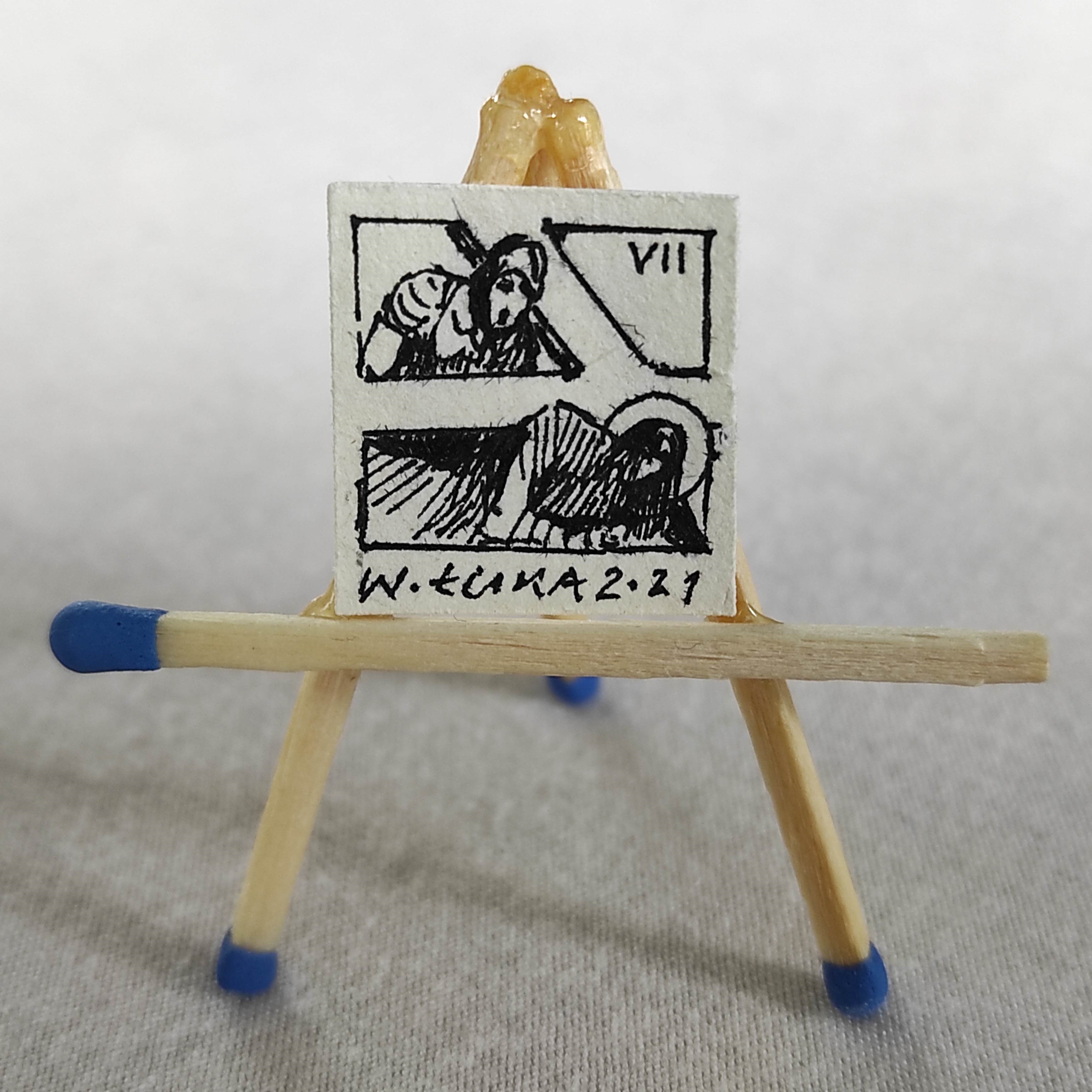
Via Crúcis VII Jesus cai pela segunda vez
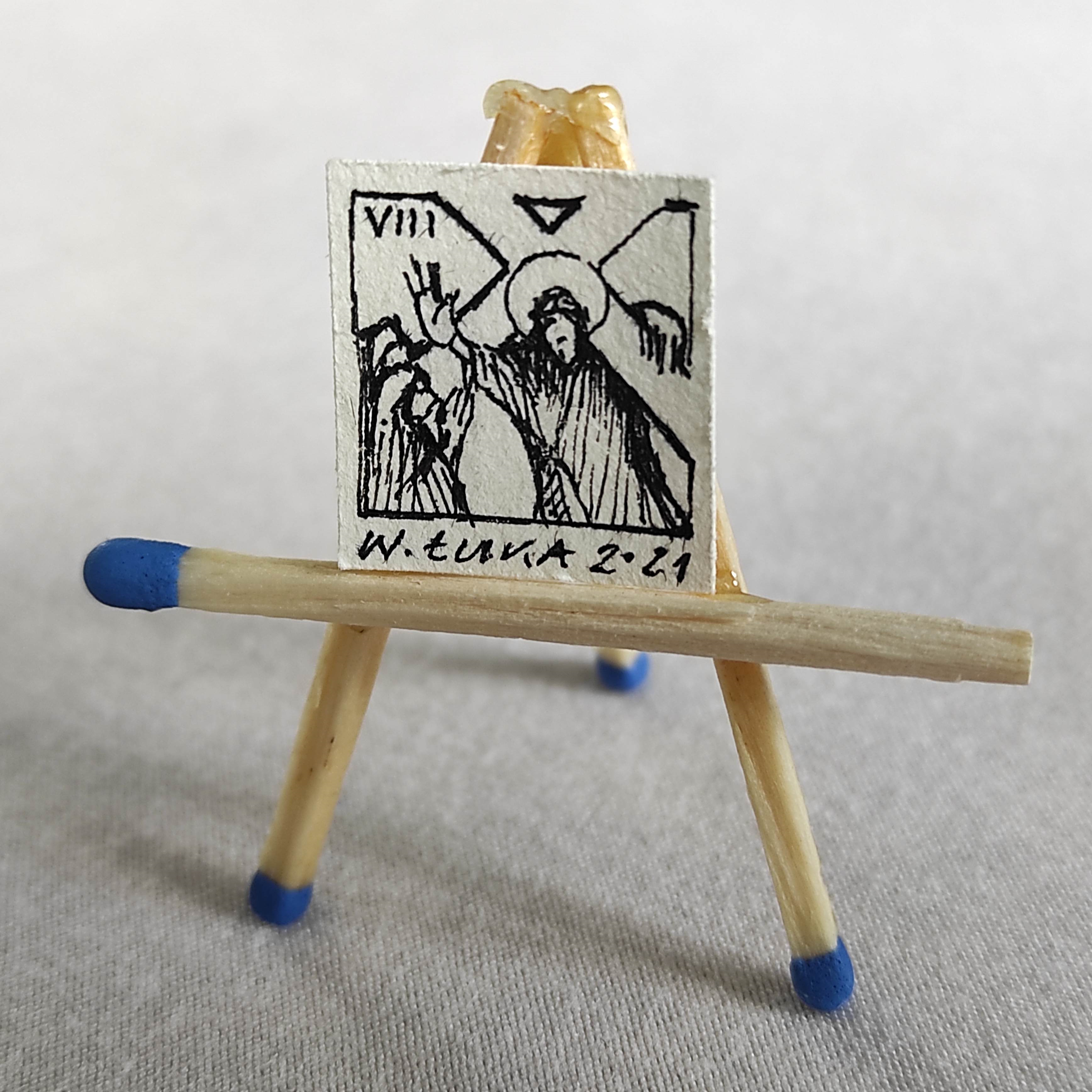
Via Crúcis VIII Jesus encontra as mulheres de Jerusalém
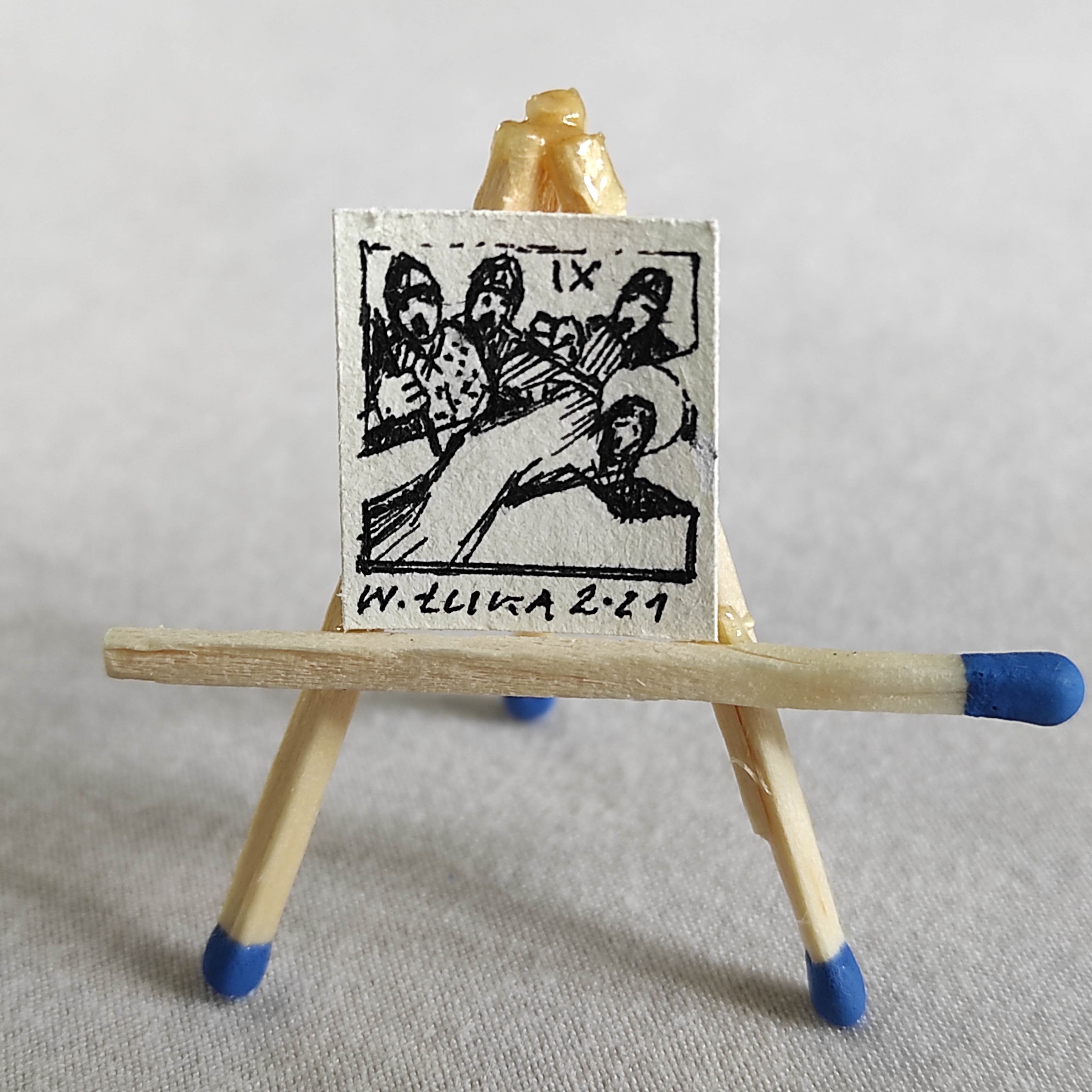
Via Crúcis IX Jesus cai pela terceira vez
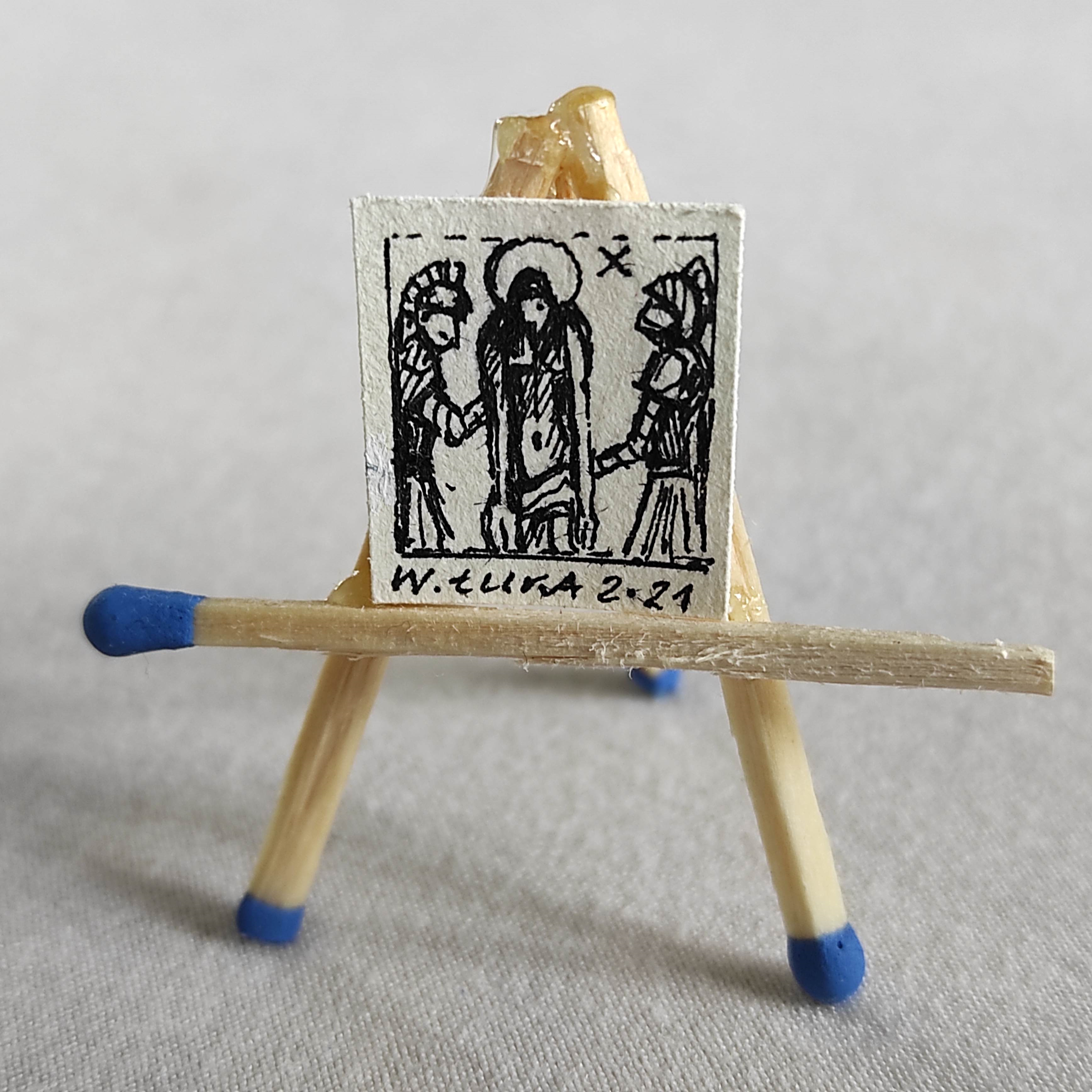
Via Crúcis X Jesus é despojado de Suas vestes
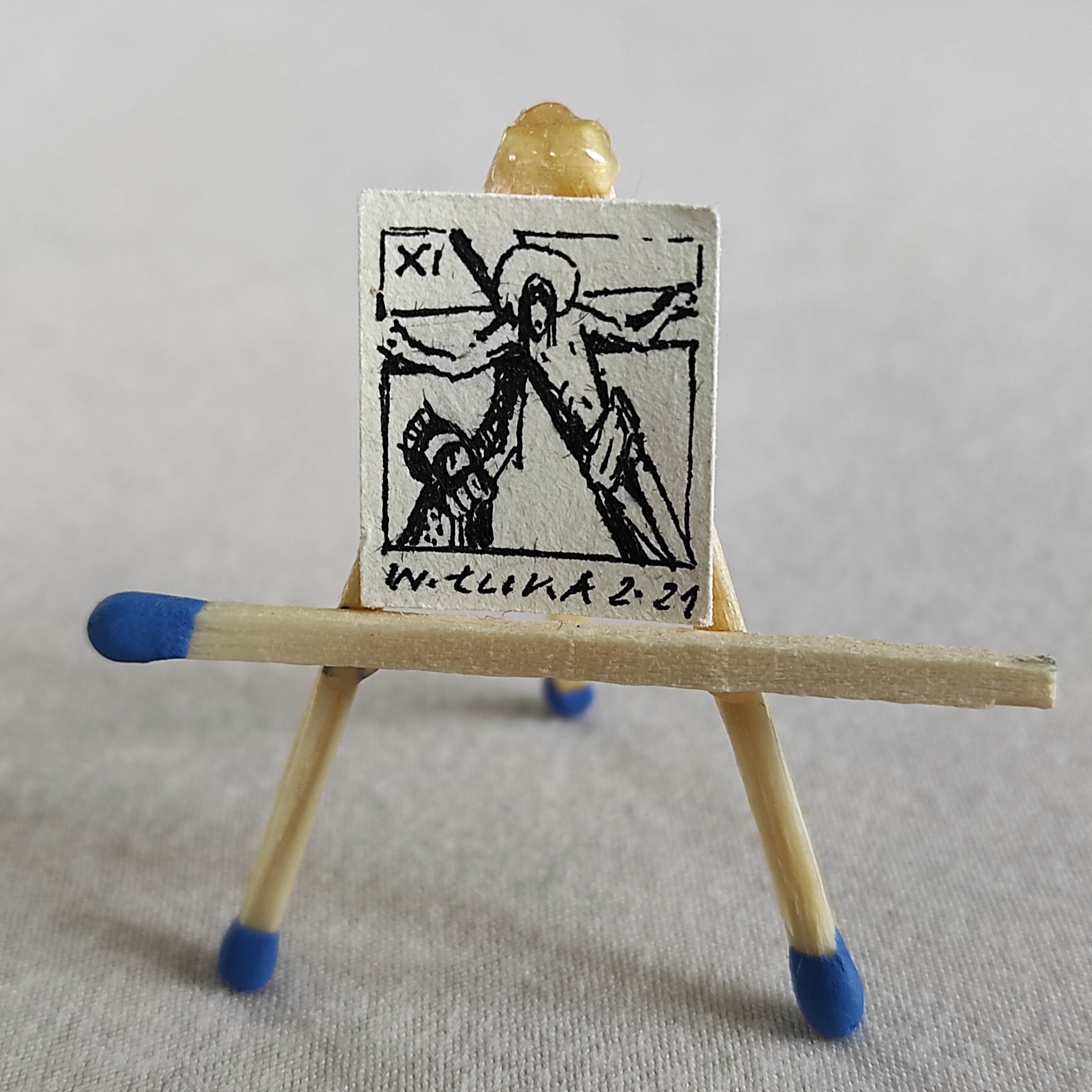
Via Crúcis XI Jesus é pregado na cruz
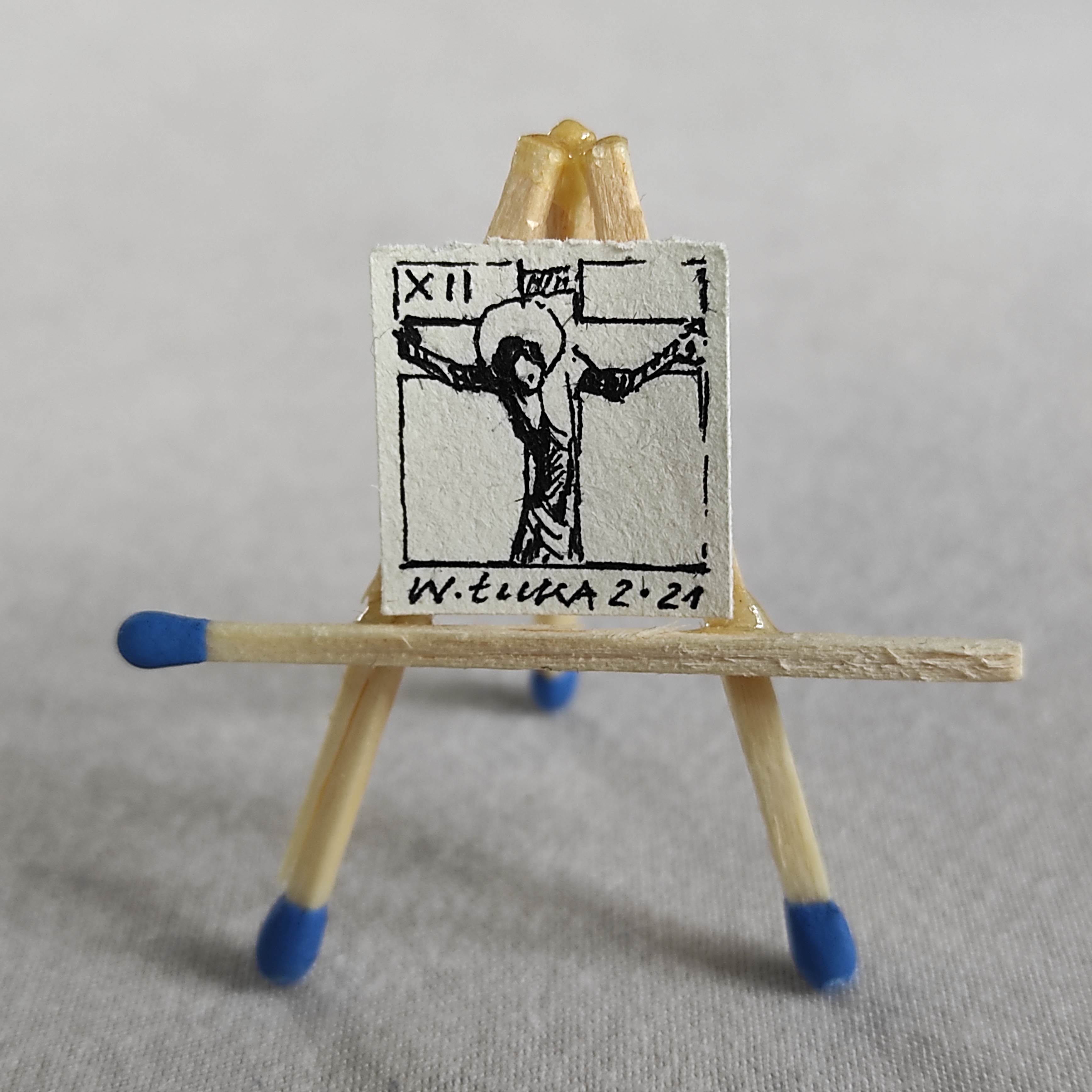
Via Crúcis XII Jesus morre na cruz
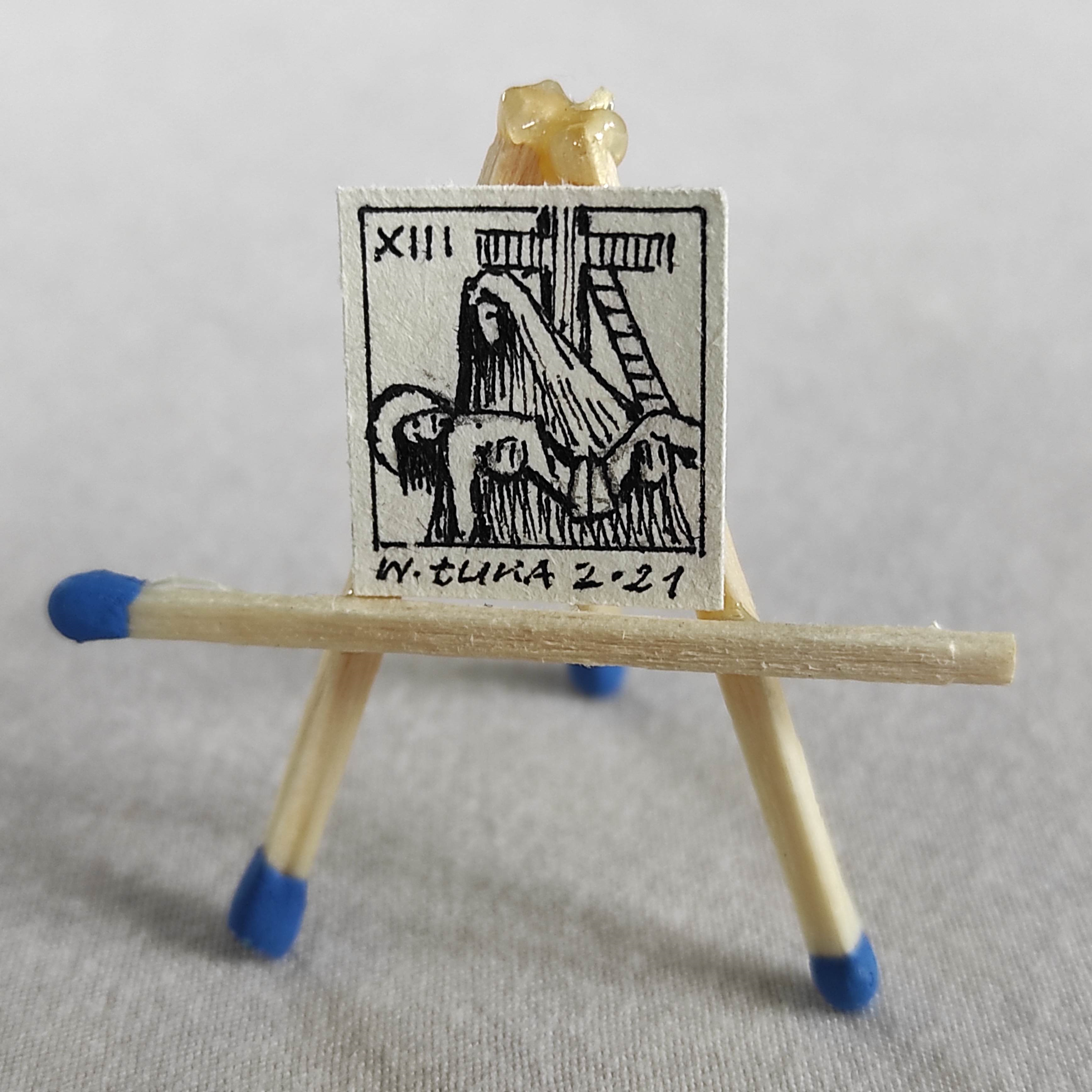
Via Crúcis XIII Jesus é descido da cruz
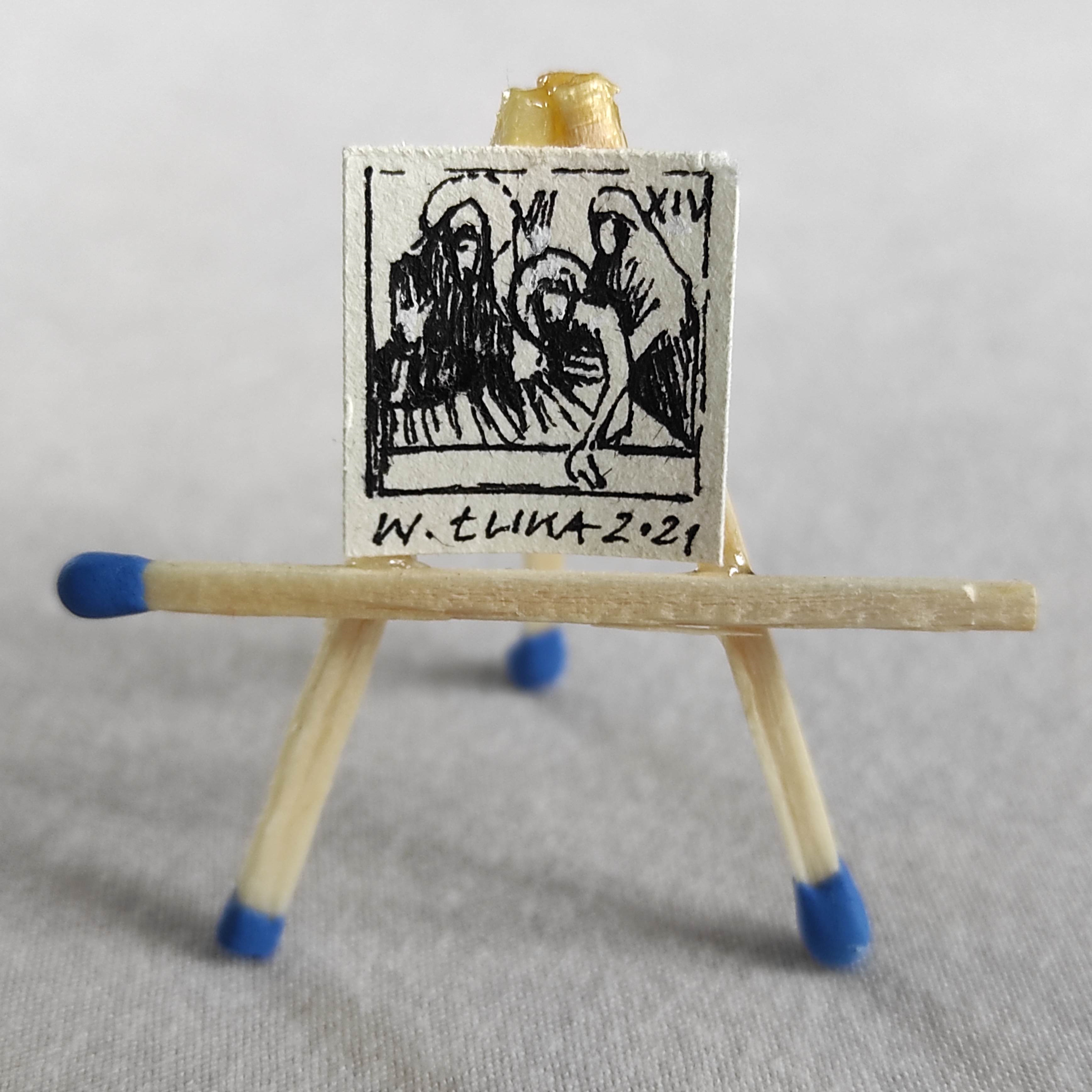
Via Crúcis XIV Jesus é sepultado

Via Crúcis associado à Cultura da Igreja Católica, 14 estações especialmente, é, de modo geral, é um ideia importante principal até hoje, pois proporciona uma frutuosa meditação da vida e morte. De um jornal impresso, autor, Wojciech Łuka, uma pessoa envolvida de arte.

### Esculturas

Dama de Prata
o arame - técnica de crochê o escultura escolhido da foi feito pela da Aleksandra Jeżyk
altura de 26 mm

Entre a exibição de museu, além a coleção obras de os pintores e artistas ilustradores, artísticas objetos de arte,  qual  possuem uma tridimensionalidade evidente, como a escultura ou alto-relevo. Aqui - artefatos e objetos tendo a argila como matéria-prima, então arame, fio têxtil de costura, o papel, e também  conhecido desde a pré-história o  cobre, o ouro, prata e ligas metálicas, como latão e bronze e até pedra preciosa e ossos de animal.
Atualmente O departamento de esculturas O Museu principalmente compreende o conjunto um repositório de material esculpido desde sua época como um O século XXI.

#### Santa Bárbara com numa de torre com três janelas

Santa Bárbara com numa de torre com três janelas
altura de 46 mm

Escultura em miniatura Santa Bárbara com numa de torre com três janelas, a que alude Bárbara de Nicomédia santa cristã na Igreja Católica Romana, na Igreja Ortodoxa e na Igreja Anglicana, 
É de Danuta Saga Tomaszewska, foi em doada o museu em 2013. O objeto de museu tendo a argila como matéria-prima.
Santa Bárbara foi, segundo a Tradição católica, uma jovem, muito bela e, acima de tudo, rica, nascida na cidade de Nicomédia. A moça era a filha única de um habitante desta cidade do  chamado Dióscoro. Seu pai dela Dióscoro, decidiu fechá-la numa de torre com duas janelas. Todavia, dias mais tarde, Bárbara ordenou a construção de uma terceira janela nan torre, além disso, e ela esculpira uma cruz sobre a fonte nan torre, como era o símbolo da sua nova Fé. Pelo que imediatamente foi presa e à morte por degolação.

### Cerâmicas
A exibição de museu eles preenchem, além a coleção obras de os pintores e esculturas artísticas, de trabalhars artístico campode cerâmica, (coisas feitoa argila e material porcellana como matéria-prima básico).

#### Jarro de argila nº 1

Jarro de argila nº 1
altura de 18 mm

Debaixo de um impulso fascinação versão americano técnica/forma de cozedura e pós cozedura de peças cerâmicas Raku, e obedecendo a suas tradições técnica (uma técnica família Raku muitos anos e vinda do oriente com Quioto), Danuta Saga Tomaszewska esculpira miniatura Jarro de argila nº 1.
Fato que aconteceu 2013.
Que foi percebido como uma incomum conquista Danuta Saga Tomaszweska, um dos mais importantes escultores e ceramistas da polonesa, de artistas que se especializaram na arte da cerâmica esmaltada e vitrificada.

## Títulos, honrarias e prêmios

### Honras e Medalhas

#### Honras polonesas
- Distintivo Honra da de Mérito Para da Cultura da Polônia (6 de setembro de 2021)[28]
- Distintivo em Ouro de Mérito Para da Construção (26 de agosto de 2021)[28]
- Distintivo de Honra atrás Mérito Para Voivodia da Silésia em Ouro (4 de setembro de 2020)[28]

### Prêmios

#### Prêmios polonesas
- Cheque Verde 2019 (26 de abril de 2019), no Dia da Terra, para participação em atividades que promovam a saúde do nosso planeta tanto em nível global como regional e local para Henryk Jan Dominiak, diretor por gerenciar esse O Museu[29]
- Leõ de Negócios de Platina (10 de setembro de 2020)[30]
- Águias de Entretenimento de Ouro (2019, 2020, 2021, 2022)[30][31]